# Neuilly-le-Brignon
Neuilly-le-Brignon ist eine französische Gemeinde mit 287 Einwohnern (Stand: 1. Januar 2022) im Département Indre-et-Loire in der Region Centre-Val de Loire; sie gehört zum Arrondissement Loches und zum Kanton Descartes. Die Einwohner werden Neuillyssois genannt.

## Geographie
Neuilly-le-Brignon liegt etwa 47 Kilometer südsüdöstlich von Tours am Ufer des Flusses Brignon. Umgeben wird Neuilly-le-Brignon von den Nachbargemeinden Cussay im Norden, Paulmy im Osten, Le Grand-Pressigny im Süden, Abilly im Westen und Südwesten sowie Descartes im Westen und Nordwesten.

## Bevölkerungsentwicklung
| Jahr                      | 1962 | 1968 | 1975 | 1982 | 1990 | 1999 | 2006 | 2013 |
| Einwohner                 | 535  | 476  | 381  | 325  | 315  | 307  | 315  | 305  |
| Quelle: Cassini und INSEE |      |      |      |      |      |      |      |      |

## Sehenswürdigkeiten
- Kirche Saint-Saturnin aus dem 11. Jahrhundert, Umbauten aus dem 13. Jahrhundert
- Reste der Festung von Neuilly aus dem 15./16. Jahrhundert
- Herrenhaus La Guerrière aus dem 16. Jahrhundert
- Herrenhaus Larçy aus dem 15. Jahrhundert
- Herrenhaus La Bellevue aus dem 19. Jahrhundert

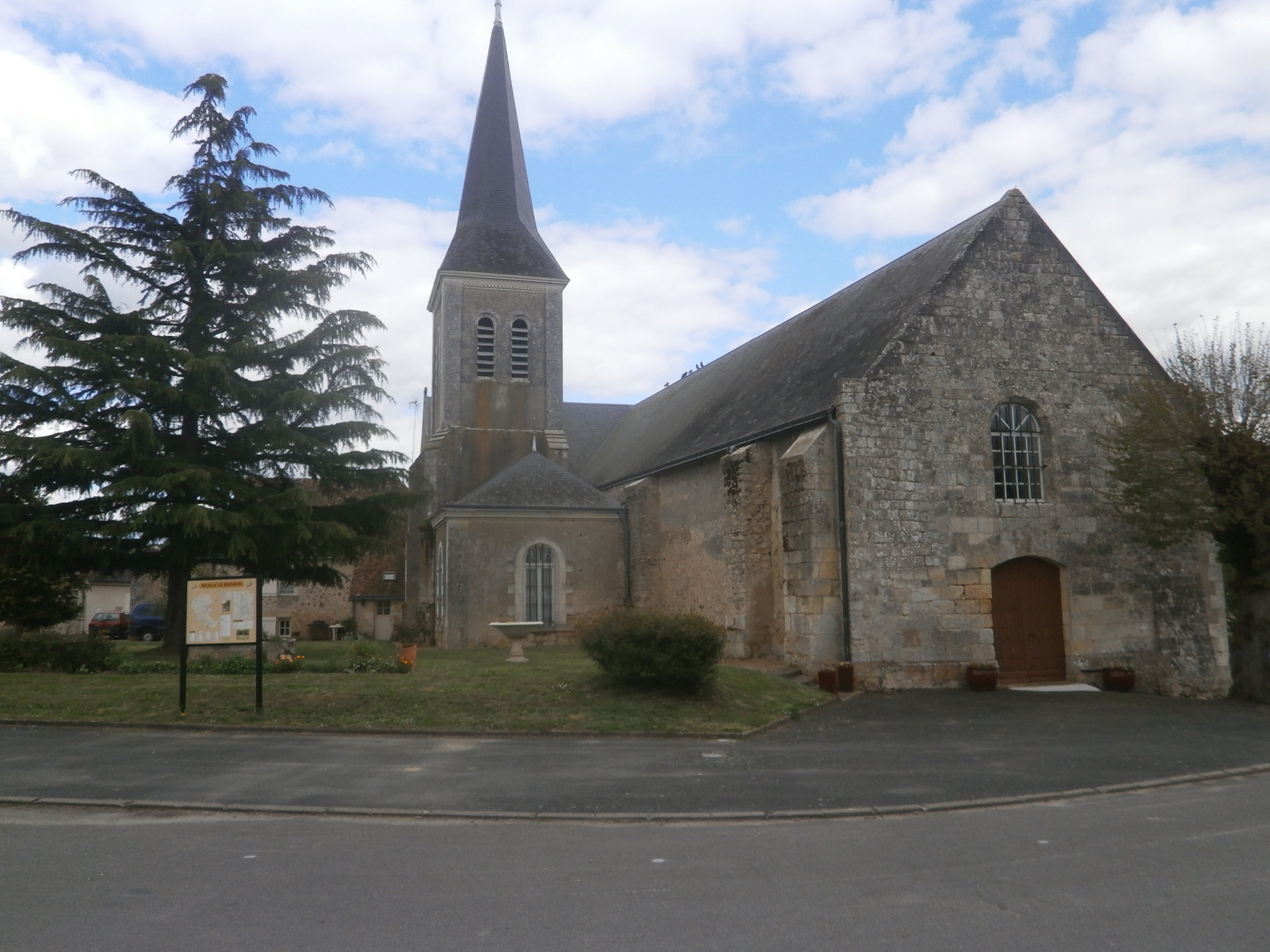
Kirche Saint-Saturnin